# Abdelkader Lahmar
Abdelkader Lahmar, né le 12 mai 1971 à Lyon, est un homme politique français, élu député en 2024.

## Jeunesse et formation
Abdelkader Lahmar naît le 12 mai 1971 à Lyon,. Ainé d'une famille de six enfants, il est le fils d'un ouvrier en imprimerie et d'une mère au foyer. Il grandit dans le quartier populaire du Mas du Taureau à Vaulx-en-Velin. D'après le site TSA, il est franco-algérien.  
Abdelkader Lahmar est titulaire d’un diplôme universitaire de technologie (DUT) en techniques de commercialisation. En 1991, il part faire un Erasmus à l’Institut polytechnique de Coventry (Royaume-Uni) où il obtient l’année suivante l’équivalent d’un master en marketing industriel.  
Revenu en France en 1994, il prépare le concours d’enseignement à l’Institut universitaire de formation des maîtres (IUFM) de Villeurbanne et obtient son Certificat d'aptitude au professorat de l'enseignement du second degré (CAPES) d’économie-gestion en 1995. Il passe son année de titularisation au lycée professionnel Sermenaz de Rillieux-la-Pape.
De septembre 1995 à juin 2024, il enseigne l'économie-gestion au lycée professionnel Les Canuts, dans sa ville natale de Vaulx-en-Velin,.

## Engagement politique
La mort de Thomas Claudio, 21 ans, décédé après avoir été percuté par une voiture de police dans le quartier du Mas du Taureau à Vaulx-en-Velin en octobre 1990, est un élément déclencheur de son engagement dans les quartiers populaires. À la suite de cet évènement, qui a occasionné d’importantes émeutes, il décide de créer une association avec d’autres habitants du quartier, dont l’action s’oriente autour de la lutte contre l’échec scolaire.
En 1995, il se présente aux élections municipales sur une liste citoyenne, Le Choix Vaudais, qui obtient 7,25 % des suffrages.
En 2019, il cofonde le Mouvement d’initiative vaudais, un collectif d’habitants qui souhaite porter la voix des quartiers populaires.
Lors de la campagne des élections présidentielles de 2022, il s’engage dans le collectif On s’en mêle ! qui regroupe des militants et associations des quartiers populaires issus de toute la France, qui appellent à voter en faveur de Jean-Luc Mélenchon.
Aux élections législatives de 2022, il est le candidat de la France Insoumise et de l'alliance NUPES pour le siège de député de la 7ème circonscription du Rhône. Il arrive en tête du premier tour et perd le second contre le candidat, Alexandre Vincendet (LR), qui remporte 53,44% des suffrages exprimés.
Le 6 mars 2024, il est annoncé en 26e position (non-éligible) sur la liste de La France insoumise aux élections européennes,,. Au soir des élections européennes le 9 juin 2024 et à la suite de l'annonce des résultats, Emmanuel Macron prononce la dissolution de l'Assemblée nationale et ouvre ainsi une campagne pour de nouvelles élections législatives dont les deux tours auront lieu les 30 juin et 7 juillet 2024. 
Abdelkader Lahmar se présente alors à ces élections législatives de juin et juillet 2024, dans la 7ème circonscription du Rhône (qui recouvre les communes de Bron, Rillieux-la-Pape, Sathonay-Camp, Sathonay-Village et Vaulx-en-Velin) en tant que candidat de La France insoumise et de l'alliance du NFP. Il arrive à nouveau en tête du premier tour et se qualifie pour le second tour, dans une triangulaire. Il bat le député sortant et ex-maire de Rillieux-la-Pape, Alexandre Vincendet (Horizons) ainsi que le candidat du RN, avec 50,04 % des suffrages et près de 22 000 voix, et devient ainsi député pour la XVIIe législature de l'Assemblée nationale. 

## Résultats électoraux

### Élections législatives
| Année | Parti  | Parti | Circonscription | 1er tour | 1er tour | 1er tour | 2d tour | 2d tour | 2d tour | Issue |
| Année | Parti  | Parti | Circonscription | Voix     | %        | Rang     | Voix    | %       | Rang    | Issue |
| ----- | ------ | ----- | --------------- | -------- | -------- | -------- | ------- | ------- | ------- | ----- |
| 2022  |        | LFI   | 7e du Rhône     | 8 476    | 30,99    | 1er      | 12 894  | 46,56   | 2d      | Battu |
| 2024  | 20 062 | LFI   | 7e du Rhône     | 46,00    | 21 966   | 1er      | 50,04   | 1er     | Élu     |       |